# Осада Белграда (1440)
Осада Белграда (серб. Опсада Београда) ― осада важного укрепленного города Сербской деспотовины и ключевой крепости венгерской линии обороны после покорения Сербии силами Османской империи в 1440 году. Длилась на протяжении более пяти месяцев в 1440 году.

## Предыстория
Во время разгоревшейся гражданской войны в Венгрии, османский султан Мурад II решил воспользоваться моментом и захватить Белград.

## Силы сторон
Османской армией командовали Мурад II и Али-бей Эвренос-оглу. Они построили вокруг Белграда осадную стену и обстреливали его камнями. Османы также использовали пушки, отлитые в Смедерево и захваченные ими во время боевых действий годом ранее.
Численность белградского гарнизона неизвестна. Белградский замок располагал пушками, размещённые там со времён правления Стефана Лазаревича. Командовал обороной Йован Таловац. Среди защитников присутствовали 500 солдат из Хорватии, а также чешские и итальянские наёмники-лучники. Местное сербское население также оказывало помощь защитникам. У обороняющихся было некоторое количество ручного огнестрельного оружия: это было первое использование ручного огнестрельного оружия против осман.

## Сражение
Мурад II подошел к Белграду со своими силами в конце апреля 1440 года. Защитники не сразу осознали численность османских войск и первоначально имели намерение победить их в открытом бою. Когда они вышли из замка и поняли, что их силы значительно уступают османам, они отступили в город. Мурад II осадил город и возвёл укрепления вокруг него. Он также приказал построить несколько осадных башен. По словам Константина Михайловича, титул бея и соответствующее такому статусу имение было обещано османскому солдату, который бы водрузил османский флаг на стене Белграда. Хотя Али-бей уже имел титул бея, он решил лично возглавить штурм стен Белградской крепости в надежде увеличить свой уже имевшийся авторитет. Все атаки, впрочем, были неудачными: под ливнем горящей смолы и обстрелом было убито множество турок, и Мурад был вынужден отступить. Венграм удалось отстоять крепость, хотя она и оказалась во многих местах повреждена.